# Šrot (priimek)
Šrot je priimek več znanih Slovencev:
- Bojan Šrot (*1960), pravnik, politik in alpinist
- Boško Šrot (*1957), pravnik in poslovnež
- Jože Šrot, v.d. gneralnega diektorja RTV Ljubljana 1985/86
- Marjeta Šrot (r. Žnidaršič) (*1940), baletna pedagoginja in kritičarka
- Mirjana Šrot, baletna plesalka
- Srečko Šrot (1953 - 2015), novinar, direktor in večinski lastnik medijske hiše NT&RC (Novi Tednik/Radio Celje)
- Tina Šrot, novinarka kulturne redakcije RTV Slovenija, plesna ktitičarka
- Tine Šrot (*1938), telovadec
- Vesna Šrot, znanstvenica (kemičarka) Max Planck inšt.